# Syll
En syll är en marknära balk som tjänar som underlag för någon annan konstruktionsdetalj.
I byggtekniska sammanhang syftar en syll på en marknära bjälke i en byggnad, oftast belägen i byggnadens yttervägg. Moderna hus har oftast inte en bjälke som syll utan en läkt som i sin tur vilar på en grundmur, betongbalk eller gjuten betongplatta. 
Syllen är en viktig konstruktionsdetalj i stavkyrkor där de stående väggplankorna fogas in i ett spår, en not, i syllen. Byggnader med syll anses ha funnits sedan vikingatiden.
Syll kan även användas som en balk som bär upp järnvägsräls men kallas då vanligen sliper.